# Helicia ferruginea
Helicia ferruginea är en tvåhjärtbladig växtart som beskrevs av F. Müll.. Helicia ferruginea ingår i släktet Helicia och familjen Proteaceae. Inga underarter finns listade i Catalogue of Life.